# Zbór Luterańskiego Ewangelickiego Kościoła Augsburskiego Wyznania w Bystrzycy
Zbór Luterańskiego Ewangelickiego Kościoła Augsburskiego Wyznania w Bystrzycy – zbór (parafia) luterańska w Bystrzycy, należąca do Luterańskiego Ewangelickiego Kościoła Augsburskiego Wyznania w Republice Czeskiej, w kraju morawsko-śląskim, w Czechach.
Powstał po odłączeniu się LECAV od Śląskiego Kościoła Augsburskiego Wyznania w 1995 roku. Współużytkuje budynek kościoła ewangelickiego w Bystrzycy, należący do kościoła śląskiego.
Nabożeństwa odbywają się również w Nydku.
Do aktywności zboru zaliczyć można prowadzenie szkółek niedzielnych, spotkań kobiet, godzin biblijnych, działanie chóru polskiego i czeskiego. Odbywają się też spotkania młodzieżowe i nauka konfirmacyjna.